# Iosif, regele viselor
Iosif: Regele visurilor (titlu original: în engleză Joseph: King of Dreams) este un film de animație regizat de Robert Ramirez și Rob LaDuca. Este un prequel al filmului Prințul Egiptului din 1998.